# François Dégerine
François J. Dégerine est un footballeur, entraîneur, rugbyman, dirigeant et journaliste suisse, né le 31 mars 1870 et mort le 26 mars 1948.
Rédacteur et secrétaire du bimensuel La Suisse Sportive, il était capitaine de la section rugby du Servette FC, puis de sa section football. Il est également à l'origine du lancement du championnat de Suisse de football en 1897, avant de prendre la présidence de l'Association cantonale genevoise et la vice-présidence de l'Association suisse de football. En 1908 et 1909 il est également sélectionneur de l'équipe nationale en compagnie d'Emil Hasler.

## Biographie
Grand sportif, le Genevois François Dégerine était à l'origine le capitaine du club de rugby du Servette FC, avant de devenir celui de sa section football quand celle-ci fut créée en 1900 sous son impulsion. En 1897, l'Association suisse de football, vieille de seulement deux ans, indique que la situation financière de ses clubs n'est pas assez stable pour organiser un championnat. Secrétaire de rédaction d'un nouveau bimensuel nommé La Suisse Sportive, Dégerine, avec l'aide du rédacteur en chef Aimé Schwob, se charge alors de l'organisation du premier championnat de Suisse de football en 1897. Le journal invite les clubs intéressés, trouve un mécène et met une coupe en jeu. Même si ce premier championnat est non-officiel, car toutes les équipes ne sont pas encore membre de l'ASF, cette dernière reconnaît bien la victoire du Grasshopper Club Zurich comme champion initial pour son palmarès.
En 1902, Aimé Schwob et François Dégerine sont également à l'origine de la création de l'Association cantonale genevoise de football. En 1904, Dégerine devient éditorialiste d'un nouveau magazine sportif, Sport Suisse. De 1908 à 1909 lui et Emil Hasler prennent en charge l'équipe nationale pour 4 matchs. Malgré 3 défaites, la Suisse remporte la première victoire de son histoire sous la houlette de Dégerine le 5 avril 1908 face à l'Allemagne.

## Carrière

### En tant que joueur
- Stellula Genève
- Servette FC

### En tant qu'entraîneur
- Suisse : 4 matchs, 1 victoire et 3 défaites